# Grote haaregel
De grote haaregel of spitsrat (Echinosorex gymnura) is een zoogdier uit de familie van de egels (Erinaceidae). De wetenschappelijke naam van de soort werd voor het eerst geldig gepubliceerd door Thomas Stamford Raffles in 1822.

## Kenmerken
Het solitaire dier lijkt een kruising van een egel en een varkentje, met zijn ruige, borstelige, strepering zwart-met-grijswitte bovenpels en lange, geschubde, vrijwel onbehaarde staart. De lengte zonder staart bedraagt 32-40 cm, de staart heeft een lengte van 20-29 cm en het gewicht bedraagt 0,5 tot 2 kg.

## Leefwijze
Spitsratten verblijven overdag in een hol. Wanneer het nacht is gaan ze op zoek naar insecten en andere kleine prooien; ze jagen ook in het water, onder meer op vissen, amfibieën en insectenlarven. Spitsratten zetten geurvlaggen; het markeringsvocht geurt naar rotte uien.

## Verspreiding
Deze soort komt voor in het westelijk deel van Zuidoost-Azië